# گاما ری
گاما ری (به انگلیسی: Gamma Ray) نام یک گروه پاور متال آلمانی است که توسط کای هانسن پس از جدایی از هلووین پایه‌گذاری شد. هانسن همچنین نقش خواننده اصلی، نوازنده گیتار و آهنگساز گروه را بر عهده دارد. گاما ری یکی از آن گروه‌های معروف به موج هوی متال آلمانی است.

## پیشینه
در ۱۹۸۸، زمانی که ۴ سال از همکاری کای هانسن نوازنده گیتار و آهنگساز با گروه پاور متال هلووین می گذشت، کای تصمیم گرفت تا از گروه جدا شود. او مصمم بود تا گروه خود را تشکیل دهد و در این راه از یک دوست قدیمی به نام رالف شفرز کمک گرفت، خیلی زود با پیوستن اوا وسل نوازنده گیتار باس و ماتیاس بورچارد نوازنده درامز گروه تشکیل شد و این آغاز کار گاما ری بود.
در ژانویه ۱۹۹۰ گروه با همین ترکیب آلبوم Heading for Tomorrow را منتشر کرد، آلبومی که با موفقیت در آلمان و ژاپن همراه بود. اواخر آن سال در ماه سپتامبر، گاما ری با افزدون یک نوازنده گیتار جدید، درک اشالشتر و تغییر نوازنده درامز و آمدن اولی کوش، نوازنده سابق درامز هلووین، آلبومی ای پی Heaven Can Wait را منتشر نمود. گروه پس از آن اقدام به برگزاری یک تور اجرای زنده کرد و تور به ویژه در ژاپن موفق بود و از میان همین تور یک ویدئو مستند به نام Heading for the East نیز منتشر شد.
در ۱۹۹۱ گروه تصمیم به ضبط دومین آلبوم خود گرفت، اعضای گروه به خانه کوچکی در دانمارک می روند و در استودیویی به مدیریت تامی نیوتن آلبوم Sigh No More را ضبط می‌کنند. این آلبوم در سپتامبر ۱۹۹۱ منتشر شد. این آلبوم با آلبوم قبلی متفاوت به نظر می رسد، اشعار حال و هوایی تاریک تر دارند که ناشی از جنگ خلیج فارس در همان زمان است.
پس از برگزاری تور ژاپن و حضور دوباره گروه در استودیو خبر جدایی اولی کوش و اوا وسل از گروه منتشر شد، علت این جدایی مشکلات شخصی بیان شده‌است. یان روباچ (گیتار باس) و توماس نک جانشین آن دو می‌شوند و در ژوئن ۱۹۹۳ آلبوم سوم گروه یعنی Insanity and Genius منتشر می‌شود، آلبومی که بازگشت دوباره به حال و هوای آلبوم اول گروه است.
تغییرات دیگری در اعضای گروه شکل می‌گیرد، شفرز تصمیم می‌گیرد تا خوانندگی در گروه جوداس پریست را که به تازگی خواننده اصلی خود یعنی راب هالفرد را از دست داده بود امتحان کند. بنابراین پس از صحبتی با کای، رالف از گروه جدا می‌شود اگرچه او بعدها نتوانست به مقام خوانندگی گروه جوداس پریست دست یابد. او پس از این عدم موفقیت، گروه متال خود را با نام پریمال فیر تشکیل داد. پس از جدایی رالف وظیفه خوانندگی و نوازندگی گیتار بطور هم‌زمان بر عهده کای هانسن قرار گرفت.
در ۱۹۹۵ گاما ری آلبوم Land of the Free را با خوانندگی کای منتشر ساخت. در ۱۹۹۶ هم از برگزاری تور اجرای زنده همین آلبوم، آلبوم اجرای زنده‌ای با نام Alive '۹۵ منتشر شد.
کمی بعد تغییرات دیگری در اعضای گروه شکل می‌گیرد، یان روباچ و توماس نک هر دو از گروه جدا می‌شوند. اوا تصمیم می‌گیرد تا نوازندگی باس را دوباره بر عهده بگیرد. دان زیمرمن، نوازنده درامز سابق گروه فریدام کال و هنجو ریشتر نوازنده گیتار به گروه می پیوندند و گروه با ترکیبی جدید ادامه می دهد. این ترکیب تا به امروز پابرجاست.
در ۱۹۹۷ گاما ری آلبوم Somewhere Out in Space را منتشر می سازد آلبومی که حال و هوایی پیرامون مضامین فضایی دارد. در ۱۹۹۹ هم آلبوم Power Plant توسط گروه منتشر می‌شود، اینگونه به نظر می رسد که حال و هوای اشعار این آلبوم دنباله آلبوم قبلی است که با موسیقی جدیدی همراه شده‌است.
۲۶ ژوئیه ۲۰۰۰، گاما ری آلبوم جمع‌آوری شده Blast from the Past را منتشر کرد، این آلبوم حاصل ضبط و ویرایش بهترین آثار گذشته گاما ری است که توسط هواداران در نظرسنجی که کای راه انداخته بود، انتخاب شده‌اند.
آلبوم No World Order در استودی هانسن ضبط و در نهم اکتبر ۲۰۰۱ منتشر شد، آلبومی که حاوی ریف‌های سنگینی چون گروه‌های موج نو هوی متال انگلیسی همانند آیرن میدن و جوداس پریست است.
سال ۲۰۰۵ اعضای گروه تصمیم به ضبط آلبوم دیگری می‌گیرند، در ۲۳ سپتامبر آلبوم Majestic منتشر و به هواداران عرضه می‌شود. پس از انتشار این آلبوم گروه توری اجرای زنده‌ای را تدارک می بیند که در آن هنجو ریشتر، چندان خوش شانس نبود. در میانه برگزاری تور هنجو بخاطر پریدن از پله‌های روی سن آسیب می بیند و نیم دیگر تور را از دست می دهد.
در سال‌های اخیر، گاما ری کیبورد را هم به جمع سازها در اجرای زنده افزوده است، وظیفه نوازندگی کیبورد در گذشته به عهده اکسل مکنروت از گروه مسترپلن بود ولی در حال حاضر این نقش را ایرو کائوکومیس بر عهده دارد.
در اواخر سال ۲۰۰۷ بود که گاما ری آلبوم موفق دیگری را با نام Land of the Free II را منتشر می‌کند و پس از آن به عنوان مهمان وِیژه در تور "هلیش راک ۲۰۰۷/۲۰۰۸" گروه هلووین ظاهر می‌شود. در تور اجرای زنده آلمان گروه اکسیس نیز به آنان می پیوندد.

## آلبوم‌ها
‎
| سال انتشار | نام آلبوم              |
| ---------- | ---------------------- |
| ۱۹۹۰       | Heading For Tomorrow   |
| ۱۹۹۱       | Sigh No More           |
| ۱۹۹۳       | Insanity And Genius    |
| ۱۹۹۵       | Land Of The Free       |
| ۱۹۹۷       | Somewhere Out In Space |
| ۱۹۹۹       | Power Plant            |
| ۲۰۰۱       | No World Order         |
| ۲۰۰۵       | Majestic               |
| ۲۰۰۷       | Land of the Free II    |
| ۲۰۱۰       | To The Metal           |

‎